# Аччайоли, Анджело
Анджело Аччайоли (итал. Angelo Acciaioli; 15 апреля 1340, Флоренция, Флорентийская республика — 31 мая 1408, Пиза, Пизанская республика) — итальянский куриальный кардинал. Епископ Рапалло с 3 декабря 1375 по 1386. Епископ Флоренции с 3 июня 1383 по 17 декабря 1384. Декан Священной Коллегии Кардиналов с июня 1405 по 31 мая 1408. Кардинал-священник с 17 декабря 1384, с титулом церкви Сан-Лоренцо-ин-Дамазо с 20 ноября 1385 по 29 августа 1397. Кардинал-епископ Остии и Веллетри с 29 августа 1397 по 31 мая 1408.

## Ранние годы
Родился Анджело Аччайоли 15 апреля 1340 года, во Флоренции. Происходил из древней и прославленной семьи. Его фамилия также указывалась как Аччаюоли и Аччайоули. Другими кардиналами из этой семье были: Никколо Аччайоли (1669 год) и Филиппо Аччайоли (1759 год). Его называли кардиналом Флорентийским.
Анджело Аччайоли был каноником соборного капитула Патры. Принял малые чины.

## Епископ
3 декабря 1375 года Анджело Аччайоли был избран епископом Рапалло, подал в отставку в 1383 году. Где, когда и кем был рукоположен в епископы информация была не найдена. 3 июня 1383 году переведён во Флоренции.

## Кардинал
Возведён в кардинала-священника на консистории от 17 декабря 1384 года, получил титулярную церковь Сан-Лоренцо-ин-Дамазо 20 ноября 1385 года.
Участвовал в Конклаве 1389 года, который избрал Папу Бонифация IX. Папский легат в Неаполитанском королевстве во главе войск отправленных в пользу короля Владислава, наставником которого он был назван. Аччайоли покинул Рим 12 февраля 1390 года, короновал короля в Гаэте 29 мая 1390 года позднее и вернулся в Рим.
Декан соборного капитула Солсбери с 1390 года по 1391 год. Он отправился во Флоренцию 6 февраля 1395 года и возвратился 11 мая 1395 года.
29 августа 1397 года кардинал Анджело Аччайоли был избран для сана кардиналов-епископов и субурбикарной епархии Остии и Веллетри. Архидиакон соборных капитулов Эксетера и Кентербери с 1400 года по 1408 год.
Назначен папским легатом в Венгрии. Аччайоли покинул Рим 8 июня 1403 года, после 5 августа он короновал короля Венгрии Лайоша в Раабе.
Участвовал в Конклаве 1404 года, который избрал Папу Иннокентия VII. Архипресвитер патриаршей Ватиканской базилики в 1404 году. Декан Священной Коллегии Кардиналов с июня 1405 года. 29 августа 1405 года назначен вице-канцлером Святой Римской церкви. Вернулся в Рим из Витербо 24 сентября 1406 года.
Участвовал в Конклаве 1406 года, который избрал Папу Григория XII. Ему была поручена реформа монастыря Сан-Паоло-фуори-ле-мура в Риме.
Скончался кардинал Анджело Аччайоли 31 мая 1408 года, в Пизе. Похоронен в соборе, позднее, вероятно, 12 июня 1409 года, его тело было перемещено во Флоренцию и захоронено в Картезианском монастыре, основанном Никола Аччайоли.